# Amor-asteroid
| Mars (M) Mars trojaner Venus (V) Merkurius (H) | Solen Amor asteroider Jorden (E) |

Delen av solsystemet som Amor asteroiderna finns i.

Amor-asteroider är en kategori av jordnära asteroider som är namngivna efter asteroiden 1221 Amor. Deras omloppsbana sträcker sin mot jordens utifrån, men korsar den inte, De flesta Amor-asteroider korsar Mars omloppsbana. Mars två månar Deimos och Phobos, kan vara Amor-asteroider som har fångats in av Mars gravitation.
Den mest kända medlemmen av denna kategori är 433 Eros, vilken var den första asteroiden som man skickade en rymdsond i omloppsbana runt och sedan landade på (NEAR Shoemaker).
Det finns idag 1200 kända Amor-asteroider. Mindre än 400 av dem är numrerade och mindre än 75 har fått ett namn.

## Potentiellt farliga asteroider
De flesta potentiellt farliga asteroiderna är antingen Aten-asteroider eller Apollo-asteroider och som därför korsar jordens omloppsbana. En tiondel av de potentiellt farliga asteroiderna är Amor-asteroider. De har en omloppsbana inom 0,05 AU från jordens omloppsbana och är tillräckligt stora för att utgöra ett hot. En Amor-asteroid måste därför ha ett perihelium på mindre än 1,05 AU för att klassas som potentiellt farlig. Ungefär en femtedel av Amor-asteroiderna kommer så nära Solen och ungefär en femtedel av dem är potentiellt farliga. Av dessa har 2061 Anza, 3908 Nyx och 3671 Dionysus fått egna namn.

## Asteroider som korsar jordens bana
Per definition finns det inga Amor-asteroider som korsar jordens omloppsbana. Men definitionen av en asteroid som korsar jordens bana är lite bredare än så. Det räcker med att en asteroid någon dag kommer att korsa jordens bana även om den inte gör det idag. Om en Amor-asteroid kommer tillräckligt nära jorden, Mars eller Jupiter är det möjligt att gravitationen från dessa planeter kommer att förändra asteroidens omloppsbana. Om den därefter korsar jordens bana kommer den inte längre per definition att vara en Amor-asteroid utan övergår till att bli klassad som en Apollo-asteroid.

## Välkända Amor-asteroider
| Namn         | år   | Upptäckare             |
| ------------ | ---- | ---------------------- |
| 3908 Nyx     | 1980 | Hans-Emil Schuster     |
| 1221 Amor    | 1932 | Eugène Joseph Delporte |
| 1036 Ganymed | 1924 | Walter Baade           |
| 887 Alinda   | 1918 | Max Wolf               |
| 719 Albert   | 1911 | Johann Palisa          |
| 433 Eros     | 1898 | Gustav Witt            |